# Requisiteur

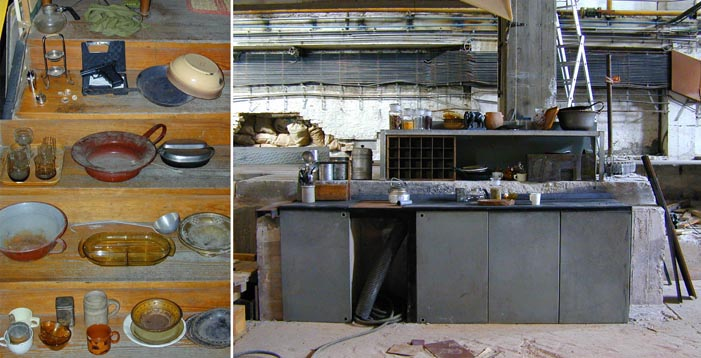
Set Ausstattung für den Science-Fiction-Kinofilm Ainoa

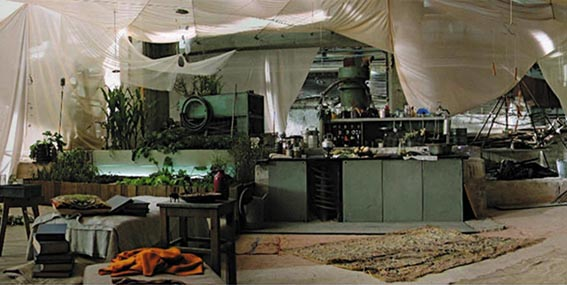
Drehfertiges Arrangement/Szene für den Science-Fiction-Kinofilm Ainoa

Der Requisiteur/die Requisiteurin arbeitet sowohl im Film als auch im Theater. Er ist verantwortlich für die Beschaffung von Requisiten (alle beweglichen Ausstattungsgegenstände), also Kleingegenstände, Möbel, Einrichtungsgegenstände aller Art und besorgt und kümmert sich um alles von der Büroklammer bis zum Maschinengewehr. Er sollte das Wissen besitzen, wie dieser Gegenstand zu früheren Zeiten eingesetzt wurde und heute eingesetzt wird.
Die Räume, in denen die Gegenstände aufbewahrt und verwaltet werden, werden üblicherweise als Requisitenkammer, -lager oder -fundus bezeichnet.
Seine unmittelbaren Ansprechpartner sind Bühnen- bzw. Szenenbildner und das Regieteam.

## Aufgabenbereiche im Film
Im deutschsprachigen Film ist es allgemein so, dass die nach Absprache mit den Szenenbildnern zur Einrichtung der Sets notwendigen Einrichtungsgegenstände, Möbel, Requisiten etc. von der sogenannten Außenrequisite besorgt werden. Dieser Person stehen meist Fahrer und diverse Helfer zur Seite (zum Möbeltragen, Einpacken, Zusammenbauen, Sortieren etc.). Bei technisch aufwändigeren Spielfilmen kann es auch vorkommen, dass mehrere Außenrequisiteure an einem Film arbeiten, und sich die Arbeit themenmäßig aufteilen: Eine Person kümmert sich nur um Waffen, eine andere nur um Kutschen und Pferde, wieder eine andere nur um Kleinrequisiten.
Während des Drehs sorgt die Setrequisite (früher Innenrequisite) dafür, dass die Requisiten ihrer Art entsprechend behandelt und bedient werden, sie achtet auf den Anschluss, sie schenkt alkoholfreien Wein in Gläser, sie leitet den szenenbildnerischen Umbau des Sets für die nächste Einstellung. Bei aufwändigen Szenen mit vielen Komparsen im Bild stehen Helfer zur Verfügung, für spezielle Umbauten (Setwand rollt weg, Zimmerdecke wird abgehoben etc.) gibt es ein eigenes kleines Bauteam für den Drehtag.
Internationale Großproduktionen haben zum Teil ganze Heerscharen, die sich die Arbeit aufteilen. So gibt es z. B. Set-Dresser, Stand-by Props, Food Designer, so ziemlich alle Handwerksberufe und Fachleute, die den Schauspielern den Umgang mit speziellen Requisiten beibringen (z. B. Waffenexperten). In Deutschland besteht das Art Department bei kleinen Produktionen in der Regel aus Szenenbildner, Szenenbild-Assistenz, Außenrequisite, Setrequisite und Requisitenfahrer.
Die Begriffe Außen- bzw. Innenrequisite sind für Laien und mittlerweile auch für Filmleute heute missverständlich. Sie stammen aus den Filmanfängen, als ausschließlich im Studio gedreht wurde: Der Außenrequisiteur war draußen unterwegs und besorgte die Requisiten, der Innenrequisiteur betreute die Dreharbeiten im Studio, also Innen. 2018 wurde der Begriff Innenrequisite durch Setrequisite ersetzt.
In Deutschland sind ca. 650 Requisiteure tätig.

## Berufsverbände
In Deutschland waren viele Requisiteure in der Vereinigung Hamburger Requisiteure (VHR) oder dem Verband der Requisiteure NRW e. V. (VdR) vertreten, welche inzwischen im bundesweiten Verband der Requisiteure und Set Decorator e. V. (VdR/SD e. V.) aufgegangen sind (siehe Weblinks).
In Österreich bilden die Requisiteure zusammen mit Szenenbildnern, Kostümbildnern und Garderobern den Verband Österreichischer FilmausstatterInnen (VÖF).

## Ausbildung
Weiterbildungsberuf mit Prüfung bei der Industrie- und Handelskammer (IHK) mit Abschluss zum „Geprüften Requisiteur“. Die Vorbereitung zur Prüfung vor der IHK kann an der Bildungseinrichtung „DAS INSTITUT für angewandte Medien“ in Hamburg und Hannover oder bei der „Europäische Medien- und Event-Akademie“ in Baden-Baden erfolgen.